# 森崎ウィン
森崎 ウィン（もりさき ウィン、ビルマ語: မိုရီဆာကီဝင်း、1990年8月20日 - ）は、ミャンマー・ヤンゴン出身の歌手、俳優。2020年よりMORISAKI WIN名義でメジャーデビュー。スターダストプロモーション所属。

## 略歴
ミャンマーのヤンゴンで、ミャンマー人の両親のもとに生まれる。
両親が日本等へ出稼ぎのため、ミャンマーで母方の祖母と暮らし、ヤンゴンの英語学校に行っていた。
2000年3月頃、小学4年生の新学期前（9歳）に日本渡航。
2004年（中学2年生）の夏休み、ミャンマーに戻り仏教寺院にて9日間の出家修行を行う。出家修行の終了直前、面倒を見てくれていた先輩の僧侶に手相を見られ「君は人前に立つ仕事をするね」と言われた。当時サッカー少年だったウィンは当然サッカーで有名になるものと思ったが、日本に戻ってきてすぐの練習でコーチに「お前はセンスがないからやめた方がいい」と言われ、「言われたことと全然違う」と思った。しかしサッカーの試合の帰りに当時好きだった女の子に会うために、待ちあわせ場所の恵比寿のピーコックストアの前に立っているところをスカウトされ、スターダストプロモーションに所属となる。
当初は、本名の「ウィン（ミャンマー語で「明るい」の意）」だけで芸能活動を始めようとするも、オーディションなどの資料出しの時、カタカナの名前だけでは日本語が喋れないのではないかと思われる可能性があり、芝居の仕事などの時に通りづらくなるから名字を付けようということになり、「森崎」という名字を事務所がつけた。
- 2007年3月 - 森崎ウィンとして所属事務所の新人俳優サイト「nachural」にメンバーとして追加され、窪田正孝らが所属する演劇集団『DAKARA☆S!!』に加入[8]。事務所主催舞台への出演や雑誌・広告のモデルで活動[9][10][11]。
- 2008年4月23日 - クリスタルズとして「CRYSTAL CHILDREN」でCDデビュー。6月、PrizmaXに加入。同時期に『東京少女 桜庭ななみ』でドラマデビュー[12]。7月、『学校じゃ教えられない!』西川叶夢 役で地上波連続ドラマに初レギュラー出演[13]。
- 2010年7月 - EBiDANに参加[14][15]。以降、2020年3月PrizmaX解散までEBiDANの舞台・ライブに出演。8月、俳優集団NAKED BOYZの結成メンバーとなり活動するが、同年末に卒業した[16]。
- 2012年、尾崎豊の追悼映画『シェリー』（公開は2014年）で初めて主演を務める[17]。
- 2013年3月27日 - PrizmaXとしてシングル「Mysterious Eyes/Go!」でCDデビュー。セカンドシングル「Ready」は、森崎が作曲した[18]。
- 2015年4月 - Fm yokohamaにて初のラジオパーソナリティーを務める[19]。
- 2016年6月 - スティーヴン・スピルバーグ監督の新作『レディ・プレイヤー1』（2018年3月公開）で主要キャスト・ダイトウ／トシロウを演じ、ハリウッドデビューし知名度を高める[20][21]。その縁がきっかけでガンダムシリーズに入り、特に『機動戦士Zガンダム』のカツ（コバヤシ）やウォン（リー）を好きなキャラクターだと述べている[21]。PrizmaXとしての活動は一時停止。その後撮影を終え、PrizmaXとして活動を再開する。
- 2018年8月 - ミャンマー観光大使に任命される[22]。
- 2020年2月 - ミャンマーの地上波連続ドラマ『The House with Dreams』（全50回）に出演。平原綾香とデュエットした主題歌の「MOSHIMO」がミャンマーの配信チャート1位になりヒット。3月にはNHK総合『うたコン』にて披露する[23][24]。
- 2020年3月27日 - 所属グループPRIZMAX（旧PrizmaX）が解散。
- 2020年6月9日 - 「MORISAKI WIN」として7月1日に、配信シングル「パレード - PARADE」でコロムビア・インターナショナルからメジャーデビューする事が決定した[25]。7月1日、公式YouTubeチャンネルを開設[26]。
- 2021年大晦日 - 日本武道館で開催の『ももいろ歌合戦』（BS日テレ・ニッポン放送・ABEMAほかが生中継）へ初出場[27]。
- 2022年3月 - テレビ朝日系列特撮ドラマ『スーパー戦隊シリーズ』第46作『暴太郎戦隊ドンブラザーズ』で主題歌を担当する[28]。
- 2023年8月 - 大河ドラマ『どうする家康』に二代将軍徳川秀忠役として大河ドラマ初出演することが発表された[29]。
- 2023年10月 - フジテレビ系水10ドラマ『パリピ孔明』に、3人組のインディーズバンドJET JACKETのギターボーカル・RYO役で出演。作中で登場する楽曲「MID DAY」「Blue Yell」をリリース。
- 2024年6月 - 初監督ミュージカル短編映画「せん（SEN）」で ショートショートフィルムフェスティバル＆アジア2024 ジョージ・ルーカス アワード（グランプリ）受賞[30]。

## 出演
※太字は主演作品

### テレビドラマ
- 東京少女 桜庭ななみ 第1話「恋より大切なこと」（2008年6月7日、BS-i） - 高志 役[12]
- 学校じゃ教えられない!（2008年7月 - 9月、日本テレビ） - 西川叶夢 役
- ごくせん卒業スペシャル（2009年3月28日、日本テレビ） - 五十嵐真 役
- 仮面ライダーW 第7・8話（2009年10月18日・25日、テレビ朝日） - 稲本弾吾 役
- ゴーストママ捜査線〜僕とママの不思議な100日〜 第8話（2012年9月8日、日本テレビ） - 北島亮 役
- 天の方舟（2012年12月 - 2013年1月、WOWOW） - ディン 役
- 名もなき毒（2013年7月 - 9月、TBS） - 加西新 役
  - ペテロの葬列 第1話（2014年7月7日、TBS） - 加西新 役
- My Dream My Life（2018年2月、MNTV） - 木村アウン 役
- ハゲタカ 第7話・最終話（2018年8月30日・9月6日、テレビ朝日） - 天宮光一 役
- 本気のしるし（2019年10月14日 - 12月17日、メ〜テレ） - 辻一路 役（土村芳とW主演）[31]
- The House with Dreams（2020年2月24日 - 、MNTV）[32]
- FAKE MOTION -卓球の王将-（2020年4月9日 - 5月28日、日本テレビ） - 近藤勇美 役[33]
  - FAKE MOTION -たったひとつの願い-（2021年1月21日 - 3月11日、日本テレビ）[34]
- 彼女が成仏できない理由（2020年9月12日 - 10月17日、NHK総合） - エーミン 役（高城れにとW主演）[35]
- 6 from HIGH&LOW THE WORST（2020年11月20日 - 12月25日、日本テレビ） - 坂田基晃 役
- 西荻窪 三ツ星洋酒堂（2021年2月12日 - 3月19日、MBS 他5局） - 小林直樹 役[36]
- 出会い系サイトで70人と実際に会ってその人に合いそうな本をすすめまくった1年のこと（2021年3月26日 - 5月28日、WOWOWプライム） - 遠藤 役[37]
- 桜の塔（2021年4月15日 - 6月10日、テレビ朝日） - 蒲生兼人 役[38]
- 村井の恋 第4話 - 最終話（2022年4月27日 - 5月25日、TBS） - 田中真雄 役[39]
- 持続可能な恋ですか?〜父と娘の結婚行進曲〜 第7話（2022年5月31日、TBS） - エリック 役
- 俺の可愛いはもうすぐ消費期限!? 第8話・最終話（2022年6月4日・11日、テレビ朝日） - 山城大和 役[40]
- 科捜研の女 2022 Season22 第2話（2022年10月25日、テレビ朝日） - 兵働耕春 役[41]
- 相棒 season21 元旦スペシャル 「大金塊」（2023年1月1日、テレビ朝日） - 袴田茂斗 役[42]
- ああ、ラブホテル 〜秘密〜 第8話「やさしいホスト」（2023年7月7日、WOWOW） - 矢吹レン 役[43]
- 真夏のシンデレラ（2023年7月10日 - 9月18日、フジテレビ） - 村田翔平 役[44]
- パリピ孔明 第2話 -（2023年10月4日 - 、フジテレビ） - RYO 役[45]
- ブラックファミリア〜新堂家の復讐〜（2023年10月6日 - 12月7日、読売テレビ・日本テレビ） - 五十嵐優磨 役[46]
- 大河ドラマ どうする家康 第39回 - 最終回（2023年10月15日 - 12月17日、NHK） - 徳川秀忠 役[47][48]
- アクターズ・ショート・フィルム4「せん」（2024年3月29日、WOWOW） - 出演・監督[49][50][51]
- 燕は戻ってこない（2024年4月30日 - 7月2日、NHK総合・NHK BSプレミアム4K） - ダイキ 役[52]
- ふたりソロキャンプ（2025年1月9日 - 2月27日、TOKYO MX） - 樹乃倉厳 役[53]
- クジャクのダンス、誰が見た?（2025年1月24日 - 3月28日、TBS） - 波佐見幸信 役[54]

### 映画
- ごくせん THE MOVIE（2009年7月11日） - 五十嵐真 役
- パレード（2010年2月20日） - 誠 役
- 書道ガールズ!! わたしたちの甲子園（2010年5月15日） - 市ノ瀬誠 役
- 劇場版 怪談レストラン（2010年8月21日） - 皆神カオル 役
- 天国からのエール（2011年10月1日） - 伊野波カイ 役
- 闇金ウシジマくん（2012年8月25日） - イケメンゴレンジャイ 春樹 役
- シェリー（2014年8月2日） - 佐藤潤一 役
- 鬼談百景「追い越し」（2016年1月23日） - 健太朗 役[55]
- マイ・カントリー マイ・ホーム（監督: チーピューシン（英語版）; 2018年） - 木村アウン 役[56]
- レディ・プレイヤー1（2018年4月20日） - ダイトウ / トシロウ 役
- クジラの島の忘れもの（2018年5月12日） - グエン 役[57]
- 母さんがどんなに僕を嫌いでも（2018年11月16日） - キミツ 役[58]
- トゥレップ〜「海獣の子供」を探して〜（2019年6月15日） - 失踪した男 役[59]
- 蜜蜂と遠雷（2019年10日4日） - マサル・カルロス・レヴィ・アナトール 役[60]
- ブロークン・ハープ 導かれた絆（2020年1月21日）- モリモト 役[61][62]
- This Is Tokyo（2020年9月16日 - 27日 、「SSFF & ASIA 2020」にてプレミア公開） - 健人 役[63]
- 妖怪人間ベラ（2020年9月11日） - 新田康介 役[64]
- 本気のしるし〈劇場版〉（2020年10月9日） - 辻一路 役[65]
- 地獄の花園（2021年5月21日） - 松浦慎二 役[66]
- 都会のトム&ソーヤ（2021年7月30日） - 柳川博行 役[67]
- 僕と彼女とラリーと（2021年10月1日） - 北村大河 役[68]
- フォークロア・シリーズ2『あの風が吹いた日』（2021年11月4日） - KEN 役[69]
- 嘘喰い（2022年2月11日） - レオ 役[70]
- バイオレンスアクション（2022年8月19日） - 金子 役[71]
- HIGH&LOW THE WORST X（2022年9月9日） - 坂田基晃 役[72]
- LOVE LIFE（2022年9月9日） - ラジオDJ 役（声のみの出演） [73]
- IF I STAY OUT OF LIFE...?（2022年9月24日） - ハネダ役 [74]
- レッドシューズ（2023年2月24日）- 太田仁志 役[75]
- おしょりん（2023年11月3日） - 増永幸八 役 [76][77]
- 身代わり忠臣蔵（2024年2月9日） - 堀部安兵衛 役[78]
- レディ加賀 （2024年2月9日） - 花澤譲治 役[79]
- まる（2024年10月18日） - モー 役[80]
- パリピ孔明 THE MOVIE（2025年4月25日） - RYO 役[81]
- ブラック・ショーマン（2025年9月12日公開予定） - 池永良輔 役[82]
- (LOVE SONG)（2025年10月31日公開予定） - ソウタ 役（向井康二とW主演）[83][84]

### 劇場アニメ
- 海獣の子供（2019年6月7日公開、東宝映像事業部） - アングラード 役[85]
- 機動戦士ガンダムSEED FREEDOM（2024年1月26日公開、バンダイナムコフィルムワークス / 松竹） - グリフィン・アルバレスト 役[86][21]

### Webアニメ
- DELIVER POLICE/西東京市デリバー警察隊（2021年5月31日公開、文化庁） - 太一 役[87]

### 吹き替え
- キャッツ（2020年1月24日公開） - ミストフェリーズ 役〈ローリー・デヴィッドソン〉[88]

### テレビ番組
- 2度目の上海 ～ちょっとディープな海外旅行〜「おこづかい３万円で充実旅」（2017年6月6日、NHK BSプレミアム）- 食べ人[89]
  - 2度目のドイツ ベルリン編〜ちょっとディープな海外旅行〜「おこづかい4万円で充実旅」（2017年12月19日）
  - 2度目のバンコク～ちょっとディープな海外旅行〜「おこづかい2万円で充実旅」（2018年3月6日[90]）
- Win's Shooow time!（2018年11月 - 2019年1月（全12回）、MNTV[注釈 1]） - 総合司会[91]
  - season2（2019年12月 - 2020年1月（全4回））[92]
- Mission Oishi（2019年11月9日 - 12月28日、Channel7[注釈 1]） - ビデオメッセージ出演[93]
- 初めて〇〇やってみた　Morisaki Win's FirstTime Experience in Japan（2021年1月30日 - 3月20日、Channel7） - リポーター[94]
- あさチャン!（2021年2月、TBS） - マンスリープレゼンター[95]
- news zero（2023年9月1日 - 30日、日本テレビ） - 金曜パートナー[96]
- TESAKI（2024年9月28日、テレビ東京）- MC [97]

### 配信ドラマ
- 東京女子図鑑（2016年12月、Amazonプライム・ビデオ） - 恵比寿編・隆之 役
- ミス・シャーロック/Miss Sherlock 第1話（2018年4月27日、Hulu） - 相沢 役
- 東京BTH〜TOKYO BLOOD TYPE HOUSE〜 第2話（2018年、Amazonプライム・ビデオ）[98]
- オーディオドラマ「アレのはなし」 EPISODE03:たいせつなアレ（2020年3月31日、Spotify/Apple Podcasts/Anchor） - ユウト 役[99]
- FAKE MOTION - 湯けむり温泉卓球事件簿（2020年5月27日 - 6月10日、Hulu） - 近藤勇美（マザー）役 [100]
- WE ARE ONE. Scene 1「起業家ワタル篇」（2021年8月30日、Youtube） -  浜辺 役 [101][102]
- 湯あがりスケッチ（2022年2月3日、ひかりTV） - 熊谷多喜 役[103]
- 嘘喰い-鞍馬蘭子篇/梶隆臣篇-（2022年2月11日、dTV） -  レオ 役[104]
- 電話はつづくよどこまでも （2022年9月15日 - 、NUMA） - 花房良平 役[105]
- 舞妓さんちのまかないさん （2023年1月12日 - 、Netflix） - 岩井勝 役
- パリピ関羽&張飛（2023年11月1日、FOD） - RYO 役（八木莉可子とW主演）[106]
- 外道の歌（2024年12月13日 - 、DMM TV） - 園田夢二 役[107]
- 幸せカナコの殺し屋生活 第5話（2025年3月21日、DMM TV） - 特別出演・高級マンションの男 役[108]

### ゲーム
- デスカムトゥルー（2020年） - クジノゾム 役
- FAKEMOTION King of DOBON（2021年、カードゲーム） - 近藤 勇美 役
- HiGH&LOW THE CARD TEPPEN BATTLE (2021年11月19日 - 、iOS / Android) - 坂田 基晃 役[109]
- モンスターストライク（2024年、iOS / Android） - グリフィン・アルバレスト 役[110]

### ネット配信
- Kissうぃ〜ね！Season2（2017年、AbemaSPECIAL） - レギュラー
- 森崎ウィンのRadio TV（2024年10月14日 - 、JYANNA WORLD）[111] - MC

### 舞台
- POWER BOXX vol.2 「マカロニックソルジャー 〜ある少年たちの記憶の行方〜」（2007年8月22日、原宿アストロホール）- DAKARA☆S!!メンバーとして参加[112]
  - vol.3（2008年7月30日）- DAKARA☆S!!、PrizmaX（PrizmaXメンバーとして初出演[113]）
  - vol.4（2008年12月30日）- DAKARA☆S!!、PrizmaX[114]
- 恵比寿学園男子部（EBiDAN）〜EBiDANの文化祭は文化のカヲリがまぁーしないのだ～の巻（2010年8月27日 - 29日、恵比寿・エコー劇場、脚本・演出：金沢知樹）- チャラクラス　ヒロシ 役[115]
  - 〜嵐の臨海学校!! 波とケンカとエビダンは激アツキリン柄!! の巻〜（2011年8月24日 - 28日、恵比寿・エコー劇場、脚本・演出：金沢知樹）[115] [116]
- 3次元の彼女〜Z〜（2012年4月11日 - 15日、千本桜ホール）
- パルコ・プロデュース「露出狂」（2012年7月26日 - 8月4日、PARCO劇場 / 8月27日、日本特殊陶業市民会館 ビレッジホール（名古屋市民会館 中ホール） / 8月29日、森ノ宮ピロティホール、演出：中屋敷法仁） - 羽生 役[117]
- 恋するブロードウェイ♪ vol.2（2013年1月31日 - 2月3日、博品館劇場 [118]）
- 大西洋レストラン（2013年5月22日 - 26日、博品館劇場）
- Club SLAZY The 3rd invitation 〜Onyx〜（2014年10月8日 - 13日、草月ホール）- Riddle 役
- グラファー（2015年10月14日 - 18日、キーノート・シアター）- リアム 役
- HOME〜魔女とブリキの勇者たち〜 （2015年11月18日 - 23日、草月ホール）- 立松修司 役[119]
- ミュージカル「ウエスト・サイド・ストーリー」Season2 - トニー 役（2020年2月1日 - 3月10日、IHIステージアラウンド東京） - 村上虹郎 とWキャスト[120]※2月28日 - 3月10日公演中止[121]
- FAKE MOTION 2021 SS LIVE SHOW（2021年3月25日 - 26日、東京ガーデンシアター） - 近藤 勇美 役
- 米倉涼子×城田優 エンタテインメントショー「SHOWTIME」（2021年6月23日 - 27日、東急シアターオーブ )[122]
- ミュージカル「ジェイミー」 - ジェイミー・ニュー 役（2021年8月8日 - 29日、東京建物 Brillia HALL / 9月4日 - 12日、新歌舞伎座 / 9月25日・26日、愛知県芸術劇場 大ホール） - 高橋颯（WATWING）とWキャスト
- ミュージカル「ピピン」 - ピピン 役（2022年8月30日 - 9月19日、東京・東急シアターオーブ、9月23日 - 27日、大阪・オリックス劇場)[123][124]
- ミュージカル「SPY×FAMILY」- ロイド・フォージャー 役（2023年3月8日 - 29日、帝国劇場、4月 兵庫県 兵庫県立芸術文化センター KOBELCO 大ホール、5月 福岡県 博多座）[125]
  - ミュージカル「SPY×FAMILY」2025年公演 - ロイド・フォージャー 役（2025年9月20日 - 28日〈予定〉、ウェスタ川越 / 10月7日 - 28日〈予定〉、日生劇場 / 11月5日 - 10日〈予定〉、梅田芸術劇場 メインホール / 11月17日 - 30日〈予定〉、博多座 / 12月12日 - 14日〈予定〉、やまぎん県民ホール / 12月20日・21日〈予定〉、静岡市清水文化会館 / 12月26日 - 30日〈予定〉、御園座）[126][127]
- ミュージカル「ジョン&ジェン」 - ジョン 役（2023年12月9日 - 12月24日、東京・よみうり大手町ホール、12月26日 - 28日、大阪・新歌舞伎座) - 田代万里生とWキャスト [128]
- パルコ・プロデュース2024「THE PARTY in PARCO劇場 PARTⅡ ～Spring～」（2024年3月30日 - 31日、PARCO劇場） - ホスト出演[129]
  - 「THE PARTY in PARCO劇場 PARTⅢ ～Enjoy Christmas!～」（2024年12月17日、PARCO劇場） - クリスマスショップのお客様 役（歌とトークのゲスト出演）[130]
- ミュージカル「ウェイトレス」（2025年4月、日生劇場 / 5月、Niterra日本特殊陶業市民会館 フォレストホール / 5月、梅田芸術劇場 メインホール / 5月、博多座）- ジム・ポマター医師 役[131]

### ラジオ
- E★K radio『WINのMAXで行こう！』（2015年4月6日 - 2021年3月29日、月曜23:30 - 24:00、Fm yokohama）
- 『アフター6ジャンクション』（2018年6月27日、TBSラジオ）「CULTURE TALK」コーナー - ゲスト[132]
  - 「CULTURE TALK」（2020年4月14日[133]、2020年9月10日[134]、2022年11月16日[135]） - ゲスト
  - 「LIVE&DIRECT」（2021年1月8日[136]、2022年5月23日[137]、2022年11月16日[138]） - ゲスト
- FMシアター ラジオドラマ『極楽プリズン』（2020年1月11日、NHK-FM） - 柴田 役[139]
- 『森崎ウィンのDRIP ASIA』（2020年12月29日、NHK-FM）- メインパーソナリティ[140]
- 『Winning Parade』（2021年4月2日 - 2023年3月31日、金曜22:00 - 23:30、Fm yokohama）
- ラジオドラマ『JICA TRUE STORY～不破直伸・Project NINJA～』（2022年4月18日 - 全7回、JFN系19局ネット） - 不破直伸 役[141]
- FMシアター　ラジオドラマ『ゴリラの背中とアップルパイ』（2023年3月11日、NHK-FM） - 野呂旭 役[142]
- 『エイジアン・ミュージック・ニュー・ヴァイブズ （Asian Music New Vibes）』（2024年3月22日、NHK-FM） - ナビゲーター[143]
  - 夏の特集（2024年8月15日[144]）
  - レギュラー放送（2024年10月29日 - ）毎月最終週の火曜[144]
- 『エンジョイ・シンプル・イングリッシュ』（2024年4月1日 - 、月曜～金曜9:10 - 9:15、NHKラジオ第2放送）- ナビゲーター[145]

### CM・広告
- 横浜国立大学紹介動画「Letters from YNU」経済学部編 [146]（2011年）
- カルピスウォーター（2012年）
- NTTdocomo ドコモthanksキャンペーン「とある留学生と、私。」（2012年） - タイ人留学生 役
- マジック：ザ・ギャザリング アリーナ（2021年) ※ウェブCM

#### ミャンマー
- FUJIFILM Myanmar Xシリーズ ミラーレスカメラ -ブランドアンバサダー（2018年）[147]
- サトゲー日清「Wah-Lah ヌードル」（2018年）
- Myanmar Postcode Ambassador（2018年）
- SUNTORY Thailand「BRAND'S」（2018年）
- SUZUKI「SWIFT」（2018年）
- Golden Rock GROUP（2019年）
- JICA Myanmar（2019年）
- Strategy First University Extension（2020年）
- Manga Planet（2020年）

### ミュージックビデオ
- FUNKY MONKEY BABYS「明日へ」（2009年）
- Sonar Pocket「月火水木金土日。〜君に贈る歌〜」（2012年）
- alcott「告白記」（2018年）
- NHKワールド 花は咲くビルマ語版 （2021年、歌唱も）
- RADWIMPS「TWILIGHT」（2021年）

### イベント
- サウス・バイ・サウスウエスト（SXSW） 2018（2018年3月11日[注釈 2]、オースティン）[148][149]
- ワンダーコン（英語: WonderCon）（2018年3月24日[注釈 2]、アナハイム コンベンションセンター）[150][151]
- ショートショートフィルムフェスティバル＆アジア 2018 in 横浜「ダンストークイベント」（2018年8月19日、横浜美術館レクチャーホール）[152]
- マイナビ presents第29回 東京ガールズコレクション 2019 AUTUMN／WINTER（2019年9月7日、さいたまスーパーアリーナ）- 『TGC SPECIAL COLLECTION 2』ステージ出演[153]
- Rakuten Girls Award 2019 AUTUMN／WINTER（2019年9月28日、幕張メッセ 9・10・11ホール）- 『Reebok』と『AZUL by moussy』のコラボレーションステージ出演（PRIZMAXとしてライブも出演）[154][155]
- ジャパン・ミャンマー・プエドー（2020年2月9日、ヤンゴン）[156][注釈 3]
- 第5回ももいろ歌合戦 〜届け！希望の彼方へ〜（2021年12月31日、日本武道館）
- 超英雄祭
  - 50×45 感謝祭 Anniversary LIVE & SHOW DAY1 -SUPER SENTAI- （2022年2月25日、日本武道館）[157]
  - KAMEN RIDER × SUPER SENTAI LIVE & SHOW 2023（2023年2月9日、横浜アリーナ）[158]
  - KAMEN RIDER × SUPER SENTAI LIVE & SHOW 2024（2024年2月7日、横浜アリーナ）[159]
- ABU TV ソング・フェスティバル（2022年11月22日、インド・ニューデリー）[160][161]
- 日越外交関係樹立50周年記念『ジャパントレンドフェスティバル』（2023年9月23 - 24日、ベトナム・ホーチミン市青年文化会館）- アンバサダー[162]
- カウントダウン ミュージカルコンサート 2023-2024（2023年12月31日、東京国際フォーラム ホールA）[163]
- ミュージカル & 映画音楽「ドリーム・キャラバン 2023 with シンフォニック・ジャズ・オーケストラ」（2024年1月14日、新潟市民芸術文化会館）[164]
- アニメ・セントラル 2024（2024年5月17日 - 19日、ハイアット リージェンシー オヘア ボールルームおよびドナルド・E・スチーブン・コンベンション・センター（アメリカ・シカゴ））- コンサートおよびファンミーティング、クロージングパーティ[165]
- Precious Dream Night（2024年11月1日、渋谷区文化総合センター大和田 さくらホール）[166]
- billboard classics×SNOOPY「Magical Christmas Night 2024」（2024年12月8日、兵庫県立芸術文化センター KOBELCO 大ホール）[167]
- ダイドーpresents 「メ～テレ Premium Concert 2025」（2025年2月2日、愛知県芸術劇場 コンサートホール）[168]
- AUBADE SYMPHONIC WAVE 2025（2025年2月15日、オーバード・ホール 大ホール）[169]

### Web
- 連載「Aiming To Overseas」（2019年5月21日- 、ぴあアプリ）[170]
- 森崎ウィンの「みんなで飛行機よもやま話」（2019年8月30日- 9月27日、全5回連載、GQ JAPAN）[171]
- 「ショートショート フィルムフェスティバル & アジア2020」『GQ JAPAN』が選んだショートショートフィルム珠玉の３本 vol.1（2020年8月29日）[172]
  - vol.2（2020年8月30日）[173]
  - vol.3（2020年8月31日）[174]
- 俳優・アーティスト 森崎ウィンの飛行機探求（2021年4月26日- 、GQ JAPAN）[175]

## 作品

### シングル
| #   | 発売日       | 作品名                               | 販売形態          | 規格品番              | 最高順位 | 最高順位                |
| #   | 発売日       | 作品名                               | 販売形態          | 規格品番              | オリコン | Billboard Japan Hot 100 |
| --- | ------------ | ------------------------------------ | ----------------- | --------------------- | -------- | ----------------------- |
| 1st | 2022年4月6日 | 『暴太郎戦隊ドンブラザーズ』主題歌CD | CD+アバタロウギア | COCC-17966 （限定盤） | 9位      | 79位                    |
| 1st | 2022年4月6日 | 『暴太郎戦隊ドンブラザーズ』主題歌CD | CD                | COCC-17967 （通常盤） | 9位      | 79位                    |

### デジタル配信
| #   | 配信日         | 作品名                               | 規格品番   | 最高順位 | 最高順位                |
| #   | 配信日         | 作品名                               | 規格品番   | オリコン | Billboard Japan Hot 100 |
| --- | -------------- | ------------------------------------ | ---------- | -------- | ----------------------- |
| 1st | 2020年7月1日   | パレード - PARADE                    | COKM-42783 | -        | 96位                    |
| 2nd | 2021年5月9日   | Love in the Stars -星が巡り逢う夜に- | COKM-43285 | -        | -                       |
| 3rd | 2021年10月18日 | Me，Myself and I                     | COKM-43554 | -        | -                       |
| 4th | 2022年1月28日  | anymore                              | COKM-43599 | -        | -                       |
| 5th | 2022年2月25日  | Live in the Moment                   | COKM-43692 | -        | -                       |
| 6th | 2022年5月2日   | My Place, Your Place                 | COKM-43792 | -        | -                       |
| 7th | 2023年10月18日 | Dear                                 | COKM-44575 | -        | -                       |
| 8th | 2024年5月29日  | U                                    | COKM-45159 | -        | -                       |
| 9th | 2024年10月23日 | ネバネバ                             | COKM-45307 | -        | -                       |

### EP
| #   | 発売日        | 作品名 | 販売形態        | 規格品番   | 最高順位 | 最高順位                   |
| #   | 発売日        | 作品名 | 販売形態        | 規格品番   | オリコン | Billboard Japan Hot Albums |
| --- | ------------- | ------ | --------------- | ---------- | -------- | -------------------------- |
| 1st | 2020年8月19日 | PARADE | CD+ブックレット | COCB-54305 | 25位     | 44位                       |

### フルアルバム
| #   | 発売日        | 作品名  | 販売形態                     | 規格品番                    | 最高順位 | 最高順位                   |
| #   | 発売日        | 作品名  | 販売形態                     | 規格品番                    | オリコン | Billboard Japan Hot Albums |
| --- | ------------- | ------- | ---------------------------- | --------------------------- | -------- | -------------------------- |
| 1st | 2021年5月26日 | Flight  | CD+DVD                       | COZB-1749-50 （初回限定盤） | 38位     | 40位                       |
| 1st | 2021年5月26日 | Flight  | CD                           | COCB-54330 （通常盤）       | 38位     | 40位                       |
| 2nd | 2023年4月19日 | BAGGAGE | 2CD+Blu-ray+豪華フォトブック | COZB-2006-8 （初回限定盤）  | 41位     | 38位                       |
| 2nd | 2023年4月19日 | BAGGAGE | CD                           | COCB-54356 （通常盤）       | 41位     | 38位                       |

### 映画（監督）
- せん（2024年、WOWOW アクターズ・ショート・フィルム4） - 監督・出演　(3月1日から配信、3月3日 - 7日、ユナイテッド・シネマ豊洲にて期間限定上映[176]、3月29日放送、6月14日、二子玉川ライズ スタジオ & ホールにてショートショートフィルムフェスティバル＆アジア「アジア インターナショナル＆ジャパンプログラム 9」として上映[177])

## 書籍

### 写真集
- 森崎ウィン1st visual & interview book『Win-Win』（2018年6月20日、SDP）ISBN 978-4-9069-5362-2[178][179]
- 森崎ウィン 30th メモリアルブック -Partner-（2020年8月20日、ぴあ）ISBN 978-4-8356-3977-2[180]

### 雑誌
- nicola （2007年7月号 - 12月号、新潮社） - メンズモデル[181]
- ラブベリー（2008年3月号 - 12月号、徳間書店） - メンズモデル[182]
- INROCK (2017年8月号 - 2018年3月号、株式会社イン・ロック) - 連載コーナー：PrizmaX森崎ウィンの『只今売り出し中』

## 受賞歴
2017年
- ミャンマー ポピュラーアワード ※ミャンマー

2019年
- BEST SPECIAL AWARD(PERFORMANCE) ※ミャンマー

2020年
- 第43回日本アカデミー賞 新人俳優賞（『蜜蜂と遠雷』）

2021年
- The Asia Contents Awards (ACA) 2021 Newcomer Actor（『本気のしるし』）

2024年
- ショートショートフィルムフェスティバル＆アジア2024 ジョージ・ルーカス アワード（グランプリ）、 Live-action Japan部門 優秀賞/東京都知事賞（『せん（SEN）』）- 監督
- なら国際映画祭2024 審査員特別賞（『せん（SEN）』）- 監督